# Jean-Claude Trichet
Jean-Claude Trichet (pronunciado /ʒɑ̃ klod tʁiʃɛ/; n. Lyon, 20 de diciembre de 1942) es alto funcionario de la Administración francesa, experto en finanzas y expresidente del Banco Central Europeo. Trichet es también un consejero para el think tank transatlántico European Horizons.

## Formación
Es inspector general de Finanzas de la República Francesa. Fue alumno del Liceo Condorcet y posee la titulación de ingeniero de Minas de la Escuela Nacional Superior de Minas de Nancy, posteriormente se licenció en Ciencias Económicas y es diplomado por el Instituto de Estudios Políticos de París. Ha sido alumno de la prestigiosa Escuela Nacional de Administración (ENA), donde se forma la elite de la administración de ese país, y en donde compartió la llamada promoción Tomás Moro con Michel Bon, Alain Richard, François d'Aubert y Jean-Paul Huchon.

## Carrera profesional
En 1971 trabajó como inspector de finanzas. En 1973 fue consejero técnico del Elíseo, bajo mandato de Valéry Giscard d'Estaing, en materia de industria, energía, investigación y macroeconomía. En 1986 fue director de economía, finanzas y privatización del gabinete de Édouard Balladur, hasta ser designado en 1987 Director del Tesoro Público. En 1998 es nombrado miembro del consejo de gobierno del Banco Central Europeo (BCE). En 1992 fue elegido presidente del Comité Monetario Europeo, y ha sido presidente del consejo de política monetaria del Banco de Francia, institución de la cual se convertiría en director en 1993. El 18 de junio de 2003 es absuelto por el tribunal correccional francés del llamado affaire du Crédit lyonnais (caso Crédit Lyonnais) tras haber sido acusado de falsificación contable durante el periodo 1990-1991.
El 1 de noviembre de 2003 se convierte en presidente del Banco Central Europeo (BCE) sucediendo al que había sido su primer presidente desde el 1 de junio de 1998, Wim Duisenberg, lo que satisfizo las aspiraciones francesas de tener un candidato de esa nacionalidad. 
También ha presidido el Club de París entre 1985 y 1993 y pertenece al exclusivo club Le Siècle.

## Reconocimientos
Es miembro de honor del Institut Aspen France y administrador del Institute for International Economics, un importante think tank de Washington. Al igual de Duisenberg, ha sido invitado a las reuniones (de convocatoria pública, pero contenido secreto) del selectivo Grupo Bilderberg de los años 1995, 1999, 2000, 2001, 2003, 2004, 2005 y 2006.
Anecdóticamente, ha sido laureado con el prix de la carpette anglaise 2004 (un premio dedicado a los desertores de la lengua francesa en favor de la inglesa) por haber dicho «I am not a Frenchman» (no soy francés) al tomar posesión de sus funciones como director del BCE.